# Srdeční glykosidy
Srdeční glykosidy (též zvané kardioaktivní glykosidy, steroidní kardiotonika nebo digitális) jsou léčiva užívaná při srdečním selhání nebo srdeční arytmii. Molekuly srdečních glykosidů se skládají ze steroidního jádra spojeného s laktonovým kruhem, což tvoří základ zvaný aglykon, k němuž jsou glykosidově vázány molekuly některých cukrů. Pro své pozitivně inotropní účinky, při nichž nezatěžují srdce jiným způsobem, je řadíme mezi kardiotonika. V klinické praxi se ze srdečních glykosidů využívají především digoxin a jeho derivát metyldigoxin.

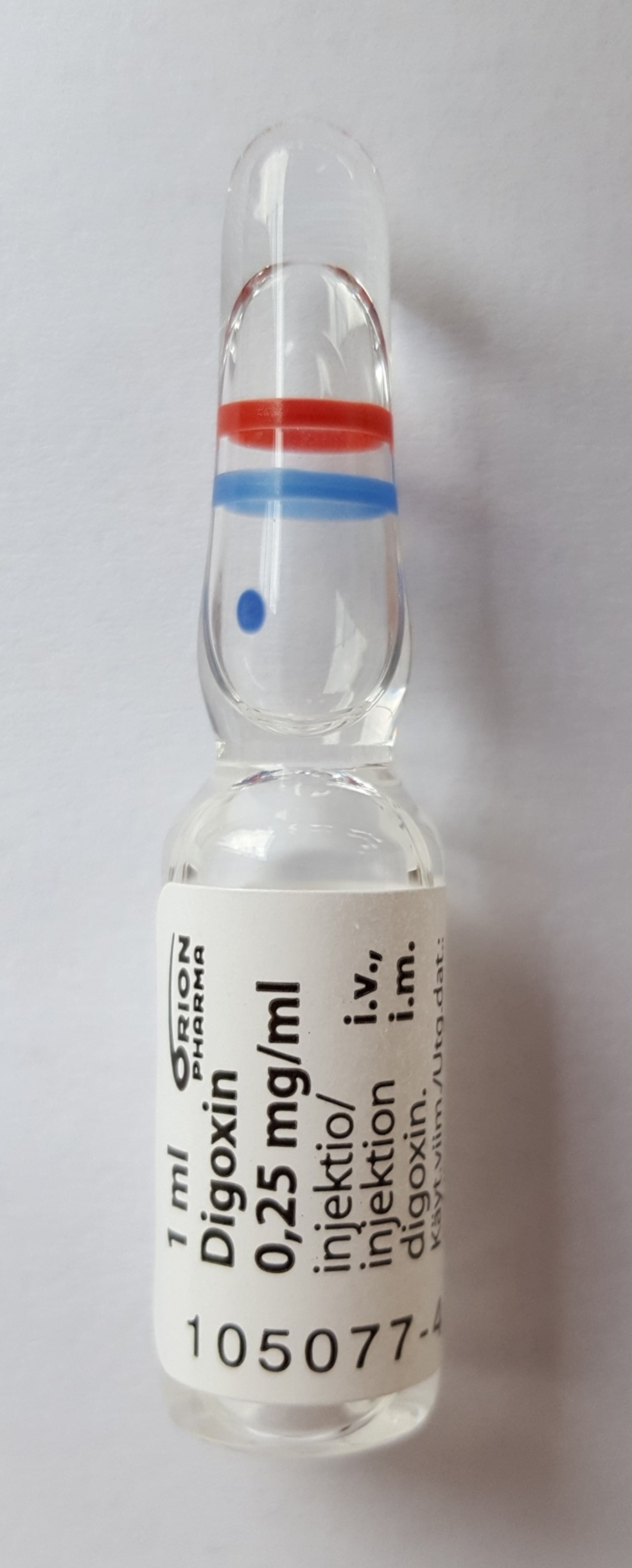
ampule 0,25mg digoxinu

## Výskyt
Srdeční glykosidy se přirozeně vyskytují v rostlinách, především v náprstnících (rod Digitalis), proto jsou zvány též digitalisové glykosidy. V listech náprstníku červeného (Digitalis purpurea) lze nalézt digitoxin a digoxigenin a v listech náprstníku vlnatého (Digitalis lanata) digoxin a lanatosid C. Semena ovíjivého keře krutikvětu cenného (Strophantus gratus) a listy Acocanthera ouabaio, z nichž se vyrábí šípový jed, obsahují ouabain (zvaný též strofantin G). Srdeční glykosidy lze najít i v některých dalších rostlinách, např. adoninin v hlaváčku jarním (Adonis vernalis), konvallamarin v konvalince vonné (Convallaria majalis) a hellobeorin v čemeřici zelené (Helloborus viridis).

## Historie
Odvary z náprstníku se jako lék používaly již od středověku. Anglický lékař William Withering se v roce 1775 nechal inspirovat úspěchy lidového léčení vodnatelnosti a po letech výzkumů publikoval roku 1785 prvou vědeckou studii o účincích náprstníků nazvanou An Account of the Foxglove and Some of Its Medical Uses: With Practical Remarks od Dropsy and Other Diseases (Popis náprstníku a jeho užití v lékařství, s praktickými poznámkami o vodnatelnosti a jiných chorobách). V roce 1799 si fyzik John Ferriar povšiml vlivu usušených listů náprstníku červeného na činnost srdce a roku 1841 z této rostliny izolovali Francouzi Eugene Homolle a Théodore Quevenne účinnou látku, skládající se z téměř čistého digitoxinu, kterou nazvali „digitalin“. Čistý digitoxin izoloval roku 1875 Oscar Schmiedeberg. Na konci dvacátých let 20. století se ukázalo, že rozdrcené listy náprstníku vlnatého obsahují účinnější látku než listy z náprstníku červeného, roku 1928 byla Adolfem Windausem popsána chemická
struktura digoxinu a anglický chemik Sydneyho Smithe jej od dva roky později izoloval.

## Mechanismus účinku
Srdeční glykosidy zvyšují průnik vápníkových iontů podobně jako adrenalin, ale jsou nezávislé na β-receptorech. Na membráně srdeční buňky se vážou na iontovou pumpu Na+/K+-ATPázu, inhibují ji, což zvyšuje koncentraci Na+ v buňce a snižuje účinnost jiné iontové pumpy, Na+/Ca2+-ATPázy, která pumpuje vápenaté ionty ven z buňky (pozitivně inotropní účinek). To se projeví vzestupem vnitrobuněčné koncentrace Ca2+, jehož snížený eflux (z důvodu snížené činnosti Na+/Ca2+-ATPázy) zvyšuje sílu kontrakce srdečního svalu. Nadbytek iontů Ca2+ zvyšuje účinnost srdečních glykosidů, jejich nedostatek ji naopak snižuje.

## Léčba

### Indikace
Základní indikace je při srdeční slabosti resp. při poruchách srdečního rytmu.

### Kontraindikace
Kardiotonika se nedoporučuje používat při známkách intoxikace digatalisem, při síňokomorovém bloku a rozvinutém myxedému.

### Příznaky předávkování
Mezi hlavní příznaky předávkování patří nauzea, emeze, průjmy, silné zpomalení srdeční akce, dále bolesti hlavy, halucinace, dezorientace či poruchy vidění.